# Bactrocera aithogaster
Bactrocera aithogaster är en tvåvingeart som beskrevs av Drew 1989. Bactrocera aithogaster ingår i släktet Bactrocera och familjen borrflugor. Inga underarter finns listade.